# Лайбштадт
Лайбштадт (нем. Leibstadt) — коммуна в Швейцарии, в кантоне Аргау.
Входит в состав округа Цурцах.  Население составляет 1302 человека (на 31 декабря 2007 года). Официальный код  —  4311.
Близ коммуны расположена АЭС Лайбштадт.